# Ricardo Espínola
Ricardo Espínola (fl. XX secolo) è stato un arbitro di calcio argentino.

## Carriera
Nella Primera División 1930 esordì in massima serie argentina: il primo incontro da lui diretto fu Estudiantes La Plata-Estudiantil Porteño, il 15 marzo 1931; fu anche l'unico in quel torneo. Prese parte, poi, alla Primera División 1931, la prima edizione professionistica del campionato argentino, organizzata dalla Liga Argentina de Football. In tale competizione diresse per la prima volta il 14 giugno 1931, al 4º turno, arbitrando Quilmes-Atlanta; al termine del torneo contò 17 presenze.